# Kincaid (Kansas)
Kincaid é uma cidade localizada no estado americano de Kansas, no Condado de Anderson.

## Demografia
Segundo o censo americano de 2000, a sua população era de 178 habitantes.
Em 2006, foi estimada uma população de 177, um decréscimo de 1 (-0.6%).

## Geografia
De acordo com o United States Census Bureau tem uma área de
1,3 km², dos quais 1,3 km² cobertos por terra e 0,0 km² cobertos por água. Kincaid localiza-se a aproximadamente 321 m acima do nível do mar.

## Localidades na vizinhança
O diagrama seguinte representa as localidades num raio de 20 km ao redor de Kincaid.